# Власий Севастийский
Вла́сий Севасти́йский (греч. Βλάσιος Σεβαστείας; ум. ок. 316) — христианский святой, почитаемый в лике священномучеников, епископ города Севастия в римской провинции Каппадокия в Малой Армении (ныне Сивас).

## Жизнеописание

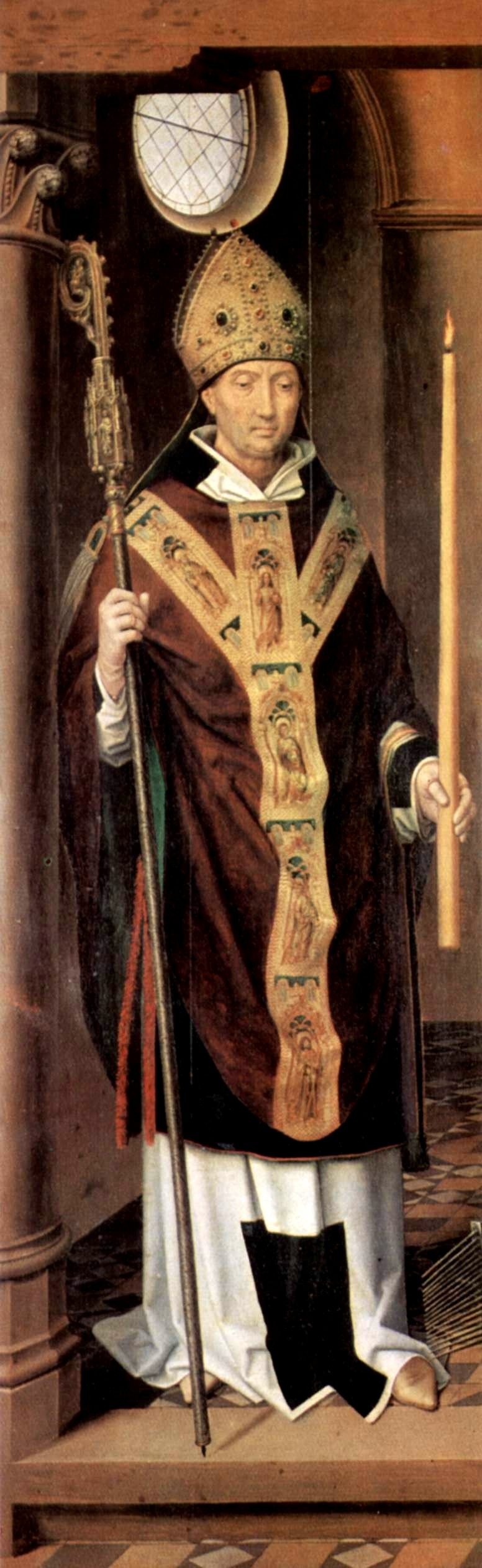
Святой Власий. Художник Ханс Мемлинг

Согласно Деяниям Святых, священномученик Власий жил в городе Севастии, который при императоре Диоклетиане стал административным центром провинции Малая Армения. Согласно житию и акафисту, Власий с юности отличался благочестивой жизнью, был врачом и по просьбе жителей был поставлен севастийским епископом. Во время Великого гонения при императоре Диоклетиане Власий утешал христиан, посещал мучеников в темницах; в частности, житие повествует о посещении им святого Евстратия Севастийского.
Гонения, которые продолжил Лициний, принудили Власия и других христиан города укрыться в горах Аргоса, где епископ поддерживал и утешал гонимых. Преследования продолжались, и однажды местный правитель Агрикола приказал ловчим собрать как можно больше диких животных для истязания христиан. Ловчие заметили странное скопление разных зверей около одной пещеры. Зайдя в неё, они увидели Власия, совершавшего молитвенный подвиг, находившегося как бы в каком-то чертоге. Животные ждали, когда святой по обыкновению выйдет, чтобы благословить и исцелить их. Вернувшись назад, слуги Агриколы сообщили правителю об этом, и он приказал привести Власия к нему. Когда ловчие вернулись и приказали Власию выйти, он с радостью вышел, сказав, что этой ночью Господь трижды призвал его.
На пути к Севастии Власий стал совершать разные чудеса, призывая Имя Христово. Он исцелял людей и помогал всем, чем мог. У одной женщины был единственный сын, у которого во время еды рыбья кость засела в горле, и он был при смерти. Помолившись Богу, Власий вытащил кость и спас её сына. На пути пришла к нему бедная вдова, у которой волк утащил единственного поросёнка. Святой успокоил её и, сказав, что с её поросёнком всё будет хорошо, велел идти домой. Она вернулась домой, и через некоторое время волк в зубах принёс живого поросёнка обратно к вдове. В Севастии святой подвергся жесточайшим пыткам, которыми местный правитель пытался сломать его веру и обратить в язычество.
Удивляясь вере святого, вдова заколола своего поросёнка, сварила его и, собрав овощи и семена, отнесла их Власию в темницу, где он был взаперти. Власий принял скромный дар, вкусив пищи, и сказал следующие слова:
Женщина, таким образом совершай каждый год мою память, тогда ничто из нужного в доме твоём не оскудеет; если же кто другой уподобится тебе и будет совершать мою память, тот получит в изобилии дары Божии и благословение Господа пребудет на нём во всё время его жизни.
Агрикола велел привязать святого к дереву и строгать его тело железными гребнями для чесания шерсти, однако Власий остался верен Христу. Видя страдания святого, семь благочестивых жён последовали за ним, собрали капли его крови, помазались ими и были взяты воинами Агриколы. Он предложил им принести жертвы языческим богам, но они, взяв идолы, бросили их в глубину Севастийского озера. Правитель велел подвергнуть их жестоким пыткам и затем отсечь головы мечом. Одна из жён поручила двоих своих сыновей попечению Власия, когда те сказали, что хотят наследовать Царствие Божие.
Через некоторое время правитель Севастии снова попытался склонить святого к язычеству, а когда Власий отказался, то пригрозил бросить его в Севастийское озеро, но святой ответил, что Христос избавит его и явит Свою силу. Перекрестив воду, Власий сошёл на озеро и стал ходить по воде. Сев посередине озера, он предложил слугам правителя, призвав своих богов, сделать то же. Язычники сошли в озеро и сразу утонули.
После этого ангел призвал священномученика Власия словами:
Исполненный Божией благодати архиерей, сойди с воды и восприми венец, уготованный тебе от Бога.
Ступив на землю, Власий стал укорять нечестивого правителя. Агрикола приговорил священномученика и двоих наставляемых им отроков к смерти усекновением меча. Перед казнью святой помолился Богу о прощении своих и людских грехов, а также о даровании помощи всем, кто будет поминать его. В этот момент, согласно житию, на него сошло светлое облако, из которого послышался голос:
Все прошения твои исполню, возлюбленный мой подвижник.
По преданию, тело святого Власия погребла с почестями благочестивая женщина по имени Елисса на месте казни святого. У гроба святого, по преданию, происходили исцеления христиан. Святой Власий Севастийский принял мученическую смерть около 316 года.

## Почитание святого Власия
Святой Власий почитается в православной (память 11 февраля по юлианскому календарю) и католической (память 3 февраля) церквях.
Мощи святого находились в Севастии, но во времена иконоборчества в 732 году были перенесены в итальянский город Маратею, святым покровителем которого Власий считается до сих пор. Оттуда частицы мощей Власия были перенесены во многие храмы в разных странах Европы. Особо почитается святой Власий в хорватском Дубровнике, где в его честь освящён храм (там находится голова святого). По преданию, святой в 971 году явился жителями города и предупредил их о нападении врагов. Также святой Власий изображён на флаге Дубровника.
В Киевской Руси первый храм, посвящённый святому Власию, был заложен князем Владимиром сразу после Крещения Руси на Подоле. В нём находилась особо чтимая икона святого с частицей его мощей. Храм просуществовал до XVI века. Сейчас на его месте находится Введенская церковь, один из престолов которой освящён в честь Власия Севастийского. К 1111 году относится первое упоминание храма Власия Севастийского в Новгороде; здание, которое сейчас находится на этом месте, было построено в 1407 году. В Москве на Арбате в XVII веке был построен каменный Храм священномученика Власия в Старой Конюшенной слободе. В Ярославле в 1714 году был освящён храм во имя святого Власия Севастийского.
В католической традиции святой Власий Севастийский относится к «четырнадцати святым помощникам». Согласно преданию, он обладает особой благодатью Божией при врачевании болезней горла, предупреждении подавления пищей (впервые эти представления зафиксированы в VI веке в Византии). Власий считается также покровителем домашних и диких животных, так как, согласно житию, он благословлял и исцелял приходивших к нему зверей.
В честь священномученика Власия названы многие города и селения в Европе. Имя святого популярно во Франции, Италии и славянских странах.
В православной традиции святой Власий Севастийский обычно изображается старцем с длинной бородой в омофоре и со Святым Писанием в руках. Католическая иконография изображает Святого Власия в митре, паллии, с епископским посохом и двумя скрещёнными свечами.

## В славянской традиции

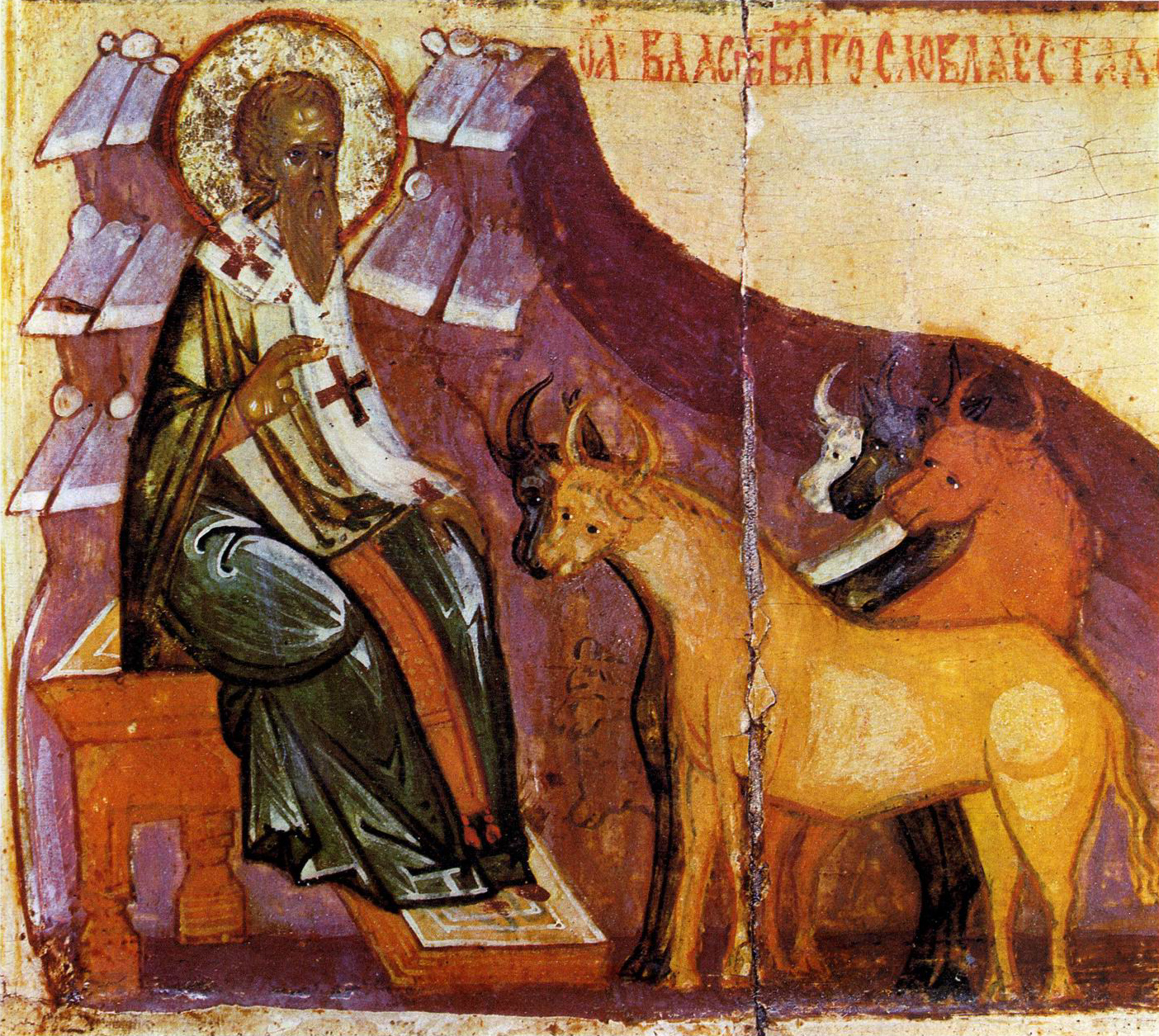
Власий Севастийский благословляет стадо коров. Фрагмент иконы XV в. Русский Музей

В славянской народной традиции святой Власий — покровитель скота, «отмыкающий у коров молоко» в конце зимы. Традиционные представления о святом Власии восходят к образу славянского скотьего бога Велеса. Соединению образов языческого божества и христианского святого в народном сознании, вероятно, способствовала звуковая близость их имён. На Руси с принятием христианства на местах языческого поклонения Велесу часто воздвигались церкви святого Власия. По мнению русского и финского филолога Вильо Мансикки, польского академика Генрика Ловмянского и др., наоборот, сам Велес представляет собой мифологизированный образ святого Власия, заимствованный восточными славянами-язычниками из христианской Болгарии.
Согласно житию, во время гонений на христиан при римском императоре Лицинии, святой Власий скрывался в пустынных местах и жил на горе Аргеос в пещере, к которой кротко подходили дикие звери, во всём подчинявшиеся Власию и получавшие от него благословение и исцеление от болезней. Мотив покровительства скоту отражён в иконографии святого Власия. Его иногда изображали на белом коне в окружении лошадей, коров и овец или только рогатого скота. В славянской народной традиции святого Власия звали «коровьим богом», а день его памяти — «коровьим праздником». В Новгороде во Власьев день к его образу приносили коровье масло. У белорусов в день святого Власия («конское свято») объезжали молодых лошадей и устраивали особую трапезу. По северноукраинским представлениям, Власий «завидуе рогатою скотыною». В Сибири праздновали день святого Власия как покровителя домашнего скота. В восточной Сербии (Буджак) Власьев день считался праздником волов и рогатого скота (серб. говеђа слава), в этот день не запрягали волов.
Если Власьев день совпадал с Масленичным днём, тогда про этот день говорили: «На Аўласа бяры каўшом масла» (белорус.) — На Власа бери ковшом масла. «Скотий бог сшибает с зимы рог», а на Онисима-овчарника 15 (28) февраля, «зима становится безрогой».